# Светски поредак (књига)
Светски поредак (енгл. World Order) је књига о међународним односима коју је написао Хенри Кисинџер, а објавио Penguin Books 2014. године.

## Резиме
У Светском поретку, Кисинџер објашњава четири система историјског светског поретка: Вестфалски мир, филозофију централног империјума Кине, верски супремацизам политичког ислама и демократски идеализам САД. Кисинџер има за циљ да пружи прозор у данашњи оквир међународног поретка.

## Критике
Њујорк тајмс је похвалио књигу, изјављујући да „његово писање функционише као моћно зум сочиво, отварајући се да би нам пружило панорамско уважавање већих историјских трендова и образаца, а затим се фокусирајући на мале детаље и анегдоте које живописно илуструју његове теорије".
Књига је такође добила позитивне критике од Хилари Клинтон и часописа Wall Street Journal, Time, Los Angeles Times и Guardian.